# Ludwik Lemański
Ludwik Lemański (ur. 16 sierpnia 1809 w Bronowicach w powiecie brzezińskim, zm. 26 maja 1873 w Warszawie) – powstaniec listopadowy, podporucznik w 5 Pułku Piechoty Liniowej, przemysłowiec. 

## Życiorys
Był pierworodnym synem Benedykta Wojciecha Lemańskiego herbu Bukowczyk i jego żony Marii Cecylii z Przeździeckich. W akcie urodzenia zapisano mu imiona Roch Ludwik. W latach 1820–1829 uczył się w Konwikcie XX. Pijarów na Żoliborzu, a 11 września 1829 rozpoczął studia na Wydziale Prawa i Administracji Uniwersytetu Warszawskiego. 
Do powstania listopadowego przystąpił 10 marca 1831 roku. Początkowo służył w stopniu podchorążego w 5 Pułku Piechoty Liniowej. 13 czerwca 1831 został awansowany z sierżanta na podporucznika. We wrześniu 1831 roku, wraz z II Korpusem Girolamo Ramorino przeszedł do Galicji, gdzie został internowany przez Austriaków. 
W lipcu 1832 udało mu się przedostać do Francji. Mieszkał m.in. w Bourges, Paryżu, Lionie i Wasselone. Tu przez jakiś czas pracował u bednarza. W styczniu 1836 ze Strasburga wyjechał do Londynu. Tam objął zarząd nad cynkownią "The London Zinc Mills" należącą do Piotra Steinkellera, męża Marii z Lemańskich - siostry Ludwika. W tym czasie Car Mikołaj I ukarał go konfiskatą majątku i utratą prawa do powrotu. Po trzech miesiącach starań, 12 czerwca 1844 roku otrzymał obywatelstwo brytyjskie. 
Od 1845 był członkiem Grona Historycznego. 
W 1847 przystąpił do londyńskiej Loży Masońskiej („Polish National Lodge”). W 1849 piastował w niej godność przewodniczącego, a 1852-1865 skarbnika. Ułaskawiony i przywrócony do praw publicznych, w końcu sierpnia 1867 roku wrócił do Królestwa. Nie założył rodziny. 
Zmarł w Warszawie 26 maja 1873 roku. Został pochowany na Starych Powązkach, w miejscu późniejszego grobowca jego szwagra Hipolita Stojowskiego (kwatera IV-3-1/2/3)

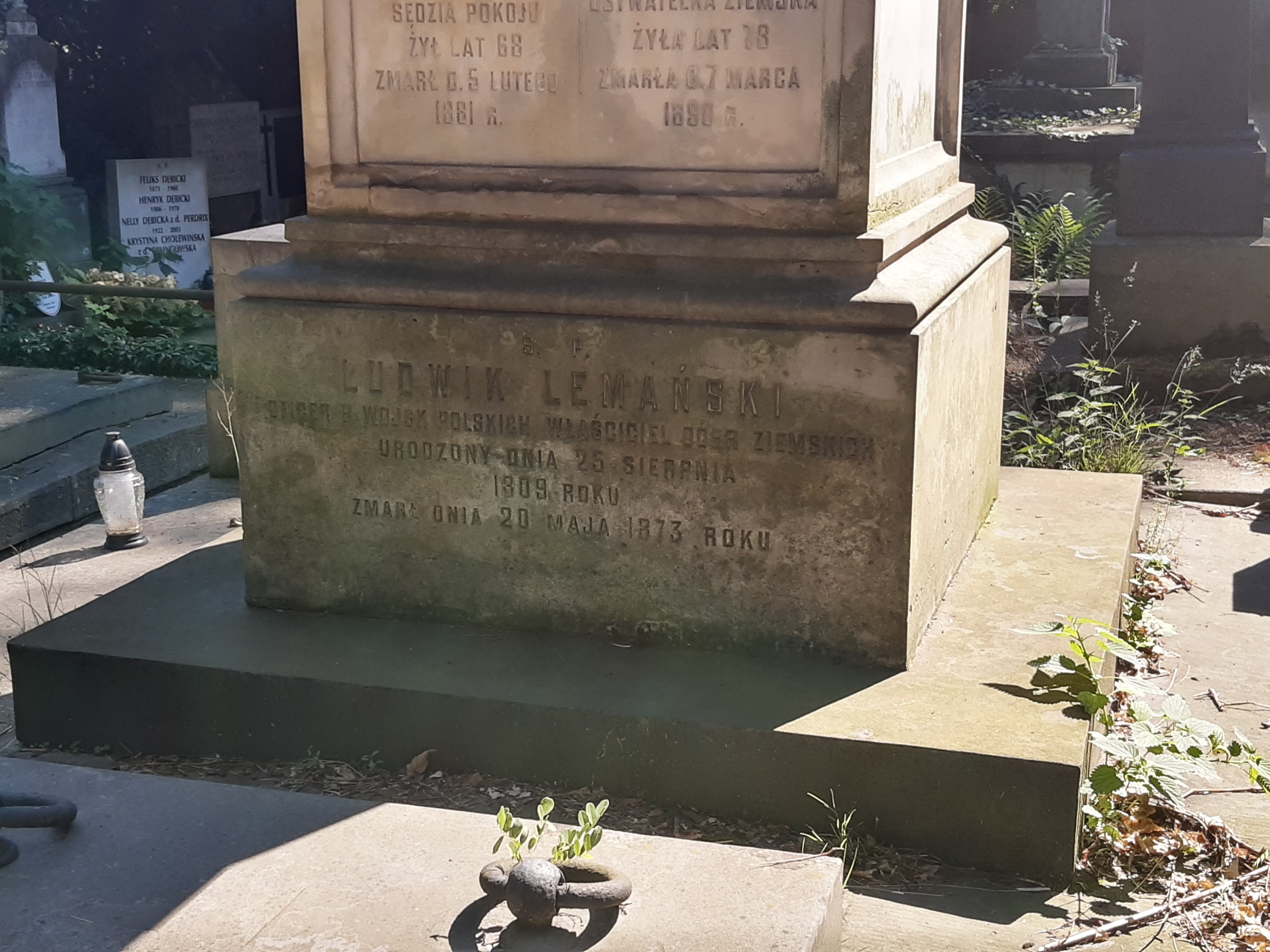
Grób Ludwika Lemańskiego na Starych Powązkach